# Securidaca longifolia
Securidaca longifolia là một loài thực vật có hoa trong họ Polygalaceae. Loài này được Poepp. miêu tả khoa học đầu tiên năm 1845.